# Печи (Брагинский район)
Печи (бел. Печы) — упразднённый посёлок в Остроглядовском сельсовете Брагинского района Гомельской области Беларуси.
После катастрофы на Чернобыльской АЭС и радиационного загрязнения жители (31 семья) переселены в 1986 году в чистые места.

## География

### Расположение
В 17 км на юго-запад от Брагина, 24 км от железнодорожной станции Хойники (на ветке Василевичи — Хойники от линии Калинковичи — Гомель), 136 км от Гомеля.

## Транспортная сеть
Транспортные связи по просёлочной затем автомобильной дороге Комарин — Брагин. Планировка состоит из короткой прямолинейной меридиональной улицы. Застроена деревянными домами усадебного типа.

## История
Основан в начале 1920-х годов переселенцами из соседних деревень на бывших помещичьих землях. В 1931 году организован колхоз. В 1959 году входил в состав совхоза «Острогляды» (центр — деревня Острогляды).
С 2005 года исключён из данных по учёту административно-территориальных и территориальных единиц.

## Население

### Численность
- 1986 год — жители (31 семья) переселены

### Динамика
- 1930 год — 25 дворов, 106 жителей
- 1959 год — 153 жителя (согласно переписи)
- 1986 год — жители (31 семья) переселены